# La simpática huerfanita
La simpática huerfanita (en inglés: Curly Top, también conocida en español como Ricitos de Oro) es una película de drama musical estadounidense de 1935 dirigida por Irving Cummings. El guion de Patterson McNutt y Arthur J. Beckhard se centra en la adopción de una joven huérfana por parte de un soltero adinerado y su atracción romántica por su hermana mayor. Los protagonistas principales son Shirley Temple, John Boles y Rochelle Hudson.
Junto con Rebelde, también protagonizada por Temple, la película fue catalogada como una de las que más recaudo en taquilla de 1935 por Variety. Los números musicales de la película incluyen «Animal Crackers in My Soup» y «When I Grow Up».
Esta película fue la primera de cuatro películas en las que Shirley Temple y Arthur Treacher aparecieron juntos; los otros fueron Stowaway (1936), Heidi (1937) y La pequeña princesita (1939).

## Sinopsis
La joven Elizabeth Blair (Shirley Temple) vive en el orfanato Lakeside, un lugar triste y reglamentado supervisado por dos mujeres decentes pero severas. Su hermana mayor Mary (Rochelle Hudson) trabaja en la cocina, la lavandería y el dormitorio. Elizabeth es una niña dulce, pero su buen humor y su imaginación creativa a menudo la llevan a tener problemas con el superintendente; como una noche cuando se coló en su caballo mascota Spunky en el dormitorio de los niños.
Cuando los fideicomisarios van al orfanato para un recorrido de inspección, Elizabeth es sorprendida imitando juguetonamente al fideicomisario principal y se le amenaza con ser enviada a una institución pública. Interviene el joven, rico y guapo fideicomisario Edward Morgan (John Boles). Él toma un cariño inmediato por Elizabeth y, en una entrevista privada con la niña, se entera de que la mayor parte de su vida la ha pasado expresando obsequiosamente su gratitud por cada bocado que ha caído en su camino. Él la adopta pero, no queriendo frenar el espíritu de Elizabeth haciéndola sentir servilmente obligada con él por cada amabilidad, le dice que un «Hiram Jones» ficticio es su benefactor y que simplemente actúa en nombre de Jones como su abogado. Él la apoda «Curly Top». Mientras tanto, conoce y se enamora de la hermana de Elizabeth, Mary, pero lo guarda en secreto.
Elizabeth y Mary abandonan el orfanato y se instalan en la lujosa casa de playa de Morgan en Southampton. Su amable tía, Genevieve Graham (Esther Dale), y su muy adecuado mayordomo Reynolds (Arthur Treacher), están encantados con los dos. Elizabeth tiene todo lo que un niño podría desear, incluido un carrito de pony y un pijama de seda.
Mary ama secretamente a Morgan pero, creyendo que él no tiene ningún interés romántico en ella, acepta una oferta de matrimonio del joven piloto de la Marina Jimmie Rogers (Maurice Murphy). Morgan se sorprende, pero le da sus felicitaciones. Horas más tarde, Mary termina el compromiso cuando se da cuenta de que realmente no ama a Jimmie. Morgan luego le declara su amor, revela que es el «Hiram Jones» ficticio y planea casarse y tener una larga luna de miel en Europa con Mary.

## Reparto
- Shirley Temple como Elizabeth Blair, una niña de 7 años;
- John Boles como Edward Morgan;
- Rochelle Hudson como Mary Blair, hermana de Elizabeth;
- Esther Dale como Genevieve Graham, tía de Morgan;
- Arthur Treacher como Reynolds, un hombre de 40 años que es el mayordomo inglés de Morgan;
- Jane Darwell como la señora Henrietta Denham, una matrona mayor y corpulenta del orfanato Lakeside;
- Rafaela Ottiano como la señora Higgins, la superintendente severa y estricta del orfanato;
- Etienne Girardot como James Wyckoff, un fideicomisario severo, anciano y exigente del orfanato;
- Maurice Murphy como Jimmie Rogers.

## Producción
La simpática huerfanita fue filmada en mayo y junio de 1935 y se estrenó el 26 de julio. Ligeramente basada en la novela Papaíto Piernas Largas de Jean Webster de 1912, fue una de las cuatro nuevas versiones de Temple de las películas de Mary Pickford.
La madre de Temple enseñó a su hija tanto en el set como en casa. El director Cummings señaló que la madre de Temple fue minuciosa, le enseñó a su hija su diálogo y cómo decir sus frases, qué expresiones faciales usar y cómo caminar, sentarse, pararse y correr. Según Cummings, la señora Temple era «mucho más directora de Shirley que yo», y que le quedaba muy poco por hacer cuando Temple llegó al set.
En la escena en la que Boles canta «It's All So New to Me», Temple aparecía como un cupido desnudo pintado de pies a cabeza con pintura dorada. Sin embargo, la escena tuvo que completarse rápidamente, antes de que la pintura le obstruyera los poros.
Como recuerdo, Temple recibió la casa de muñecas de la película con alfombras con ganchos en sus pisos de parquet, cortinas de chintz en sus ventanas, sábanas frescas en sus camas, comida falsa en su refrigerador, baratijas en sus diminutas mesas, libros en sus estantes, y su inodoro con tapa que realmente funcionaba. De la casa se podían abrir todos los cajones y puertas. Se mantuvo en el dormitorio de la cabaña de Temple en la propiedad de sus padres y fue exhibida para los visitantes de niños.

## Música
Las cinco canciones de la película son:
1. «Animal Crackers In My My Soup»
2. «Curly Top»
3. «It's All So New to Me»
4. «The Simple Things in Life»
5. «When I Grow Up»

Ray Henderson compuso las cinco canciones de La simpática huerfanita. Johnny Mercer quería escribir la letra, pero el trabajo fue para Ted Koehler, un exsocio de Harold Arlen. Edward Heyman e Irving Caesar también escribieron parte de las letras para la película.
Con la excepción de «When I Grow Up», las canciones de la película se introducen en la película como si los personajes de Mary Blair y Edward Morgan fueran los compositores. En una de las primeras escenas en el comedor del orfanato, por ejemplo, Mary le dice a Morgan que compuso «Animal Crackers In My My Soup», y en otra escena, Morgan compone y canta «It's All So New to Me» en su piano. En la gala, Mary canta «The Simple Things in Life», una melodía presumiblemente compuesta por Morgan, ya que mencionó en un punto inicial de la película que probablemente lo haría. Al final de la película, él canta su recién compuesta «Curly Top» a Elizabeth mientras ella se sienta, para luego bailar tap sobre su piano de cola.
«Animal Crackers In My My Soup» y «When I Grow Up» se convirtieron en éxitos por derecho propio, vendiendo miles de copias de partituras y colocando a Shirley en las listas de éxitos en compañía de las superestrellas musicales Bing Crosby, Nelson Eddy y Alice Faye.